# Swissport
Swissport International AG er en schweizisk luftfartsservicevirksomhed. De tilbyder ground handling, lounge hospitality og cargo handling. De har hovedkvarter i Opfikon, Kanton Zürich.
I 2022 servicerede Swissport ca. 186 mio. passagerer, 4,8 mio. tons fragt og over 3 mio. fly på vegne af 850 virksomheder i luftfartsindustrien. Swissport har ca. 57.000 ansatte på 296 lokationer i 44 lande.
Virksomheden blev etableret i 1996 som Swissair Ground Services International, som et uafhængigt selskab fra det forhenværende Swissair.